# 帕克韋 (密蘇里州)
帕克韋（英語：Parkway）是位於美國密蘇里州富蘭克林縣的村。

## 人口
根據2020年美國人口普查的數據，帕克韋的面積為0.95平方千米，皆為陸地。當地共有人口663人，而人口密度為每平方千米698人。